# Mezeny (település)
Mezeny (oroszul: Мезень, komi nyelv Mozin) város Oroszország Arhangelszki területén, a Mezenyi járás székhelye.
Lakossága: 3575 fő (a 2010. évi népszámláláskor).

## Fekvése
Az Arhangelszki terület északi részén, Arhangelszktől 215 km-re északkeletre, a Mezeny jobb partján terül el, 45 km-re a Fehér-tengertől. A folyami és a tengeri kikötő a várostól 7 km-re, a bal parti Kamenka településen van. 

## Története
A 16. század első felében alapították Okladnyikov falut. A hely a 17. századtól a folyó völgyének kereskedelmi és közigazgatási központja volt, itt vezetett Szibéria felé az északi kereskedelmi útvonal. A mezenyi Pusztozerszk erődben töltötte száműzetésének egy részét Avvakum protopópa (1664–1666). A 18. században a kereskedelmi útvonalak megváltozásával veszített jelentőségéből, jelentéktelen vidéki kisvárossá vált.
1780-ban Okladnyikov falut egyesítették a szomszédos településsel és Mezeny néven városi rangra emelték. 1784-ben ujezd székhelye lett. A lakosság fő foglalkozása a halászat, a vadászat, a szőrmekikészítés és -kereskedelem volt. (A város címerében a szőrmekereskedelmet jelképezi a vörös róka.)

## Közlekedés
Mezenyt az Arhangelszki terület népesebb vidékeitől nagy távolság és kiterjedt mocsárvilág választja el. Az Arhangelszkből kiinduló Belogorszkij–Pinyega–Szovpolje–Kimzsa–Mezeny útnak csak a kezdeti szakasza aszfaltozott, legnagyobb része földút; ősszel és tavasszal nem vagy alig járható. A kikötőhöz és a városhoz nem vezet vasútvonal. Repülőteréről rendszeres légijáratok közlekednek Arhangelszkbe, kisebb gépekkel vagy helikopterekkel pedig néhány környező településre is.